# Палеогляціологія
Палеогляціологія — розділ гляціології, який вивчає природні льодовики геологічного минулого, а також історію виникнення і розвитку сучасного зледеніння Землі. Для реконструкції давнього зледеніння вивчаються сліди його геологічної та геоморфологічної діяльності.